# Popillia histeroidea
Popillia histeroidea är en skalbaggsart som beskrevs av Leonard Gyllenhaal 1817. Popillia histeroidea ingår i släktet Popillia och familjen Rutelidae. Inga underarter finns listade i Catalogue of Life.